# Be x Boy Gold
Magazine Be x Boy Gold es una revista de manga, hermana de la revista Be X Boy, de la editorial Biblos. Al igual que la otra publicación, en esta revista se publica manga yaoi, pero con contenidos más explícitos, incluyendo a veces shota. Se canceló su publicación en 2006 cuando la editorial se declaró en quiebra pero su publicación fue retomada inmediatamente por Libre Shuppan.
Los mangas serializados en esta revista eran recopilados en tomos bajo el sello de Super Be x Boy Comics (SBBC).
- Datos: Q5723945